# Математические основы квантовой механики
Математические основы квантовой механики — принятый в квантовой механике способ математического моделирования квантовомеханических явлений, позволяющий вычислять численные значения наблюдаемых в квантовой механике величин. Были созданы Луи де-Бройлем (открытие волн материи), В. Гейзенбергом (создание матричной механики, открытие принципа неопределённости), Э. Шрёдингером (уравнение Шрёдингера), Н. Бором (формулировка принципа дополнительности). Завершил создание математических основ квантовой механики и придал им современную форму П. А. М. Дирак. Отличительным признаком математических уравнений квантовой механики является наличие в них символа постоянной Планка.

## Наблюдаемые величины и векторы состояний
В качестве основных характеристик для описания физических систем в квантовой механике используются наблюдаемые величины и состояния.
Наблюдаемые величины моделируются линейными самосопряжёнными операторами в комплексном сепарабельном гильбертовом пространстве (пространстве состояний). Каждой физической величине соответствует линейный эрмитов оператор или матрица. Например, радиусу-вектору частицы {\displaystyle x} соответствует оператор умножения {\displaystyle x}, импульсу частицы соответствует оператор {\displaystyle {\hat {p}}=-i\hbar \nabla }, моменту импульса соответствует оператор
{\displaystyle \hbar {\hat {L}}={\hat {x}}\times {\hat {p}}=-i\hbar \times \nabla .}
Состояния моделируются классами нормированных элементов этого пространства (векторами состояний), отличающимися друг от друга только комплексным множителем, с единичным модулем (нормированные волновые функции).
Волновые функции удовлетворяют квантовому принципу суперпозиции: если два возможных состояния изображаются волновыми функциями {\displaystyle \psi _{1}} и {\displaystyle \psi _{2}}, то существует и третье состояние, изображаемое волновой функцией
{\displaystyle \psi =c_{1}\psi _{1}+c_{2}\psi _{2},}
где {\displaystyle c_{1}} и {\displaystyle c_{2}} -произвольные амплитуды.
Результатом точного измерения физической величины {\displaystyle A} могут быть только собственные значения этого оператора {\displaystyle {\widehat {A}}}.
Математическое ожидание {\displaystyle {\overline {A}}} значений величины {\displaystyle A} в состоянии {\displaystyle \psi } вычисляется как {\displaystyle {\overline {A}}=(\psi ,{\widehat {A}}\psi )}. Здесь круглые скобки означают скалярное произведение векторов (в матричном представлении — диагональный матричный элемент).
Векторы состояний {\displaystyle \psi _{1}} и {\displaystyle \psi _{2}} описывают одно и то же состояние тогда и только тогда, когда {\displaystyle \psi _{2}=c\psi _{1},} где {\displaystyle c} — произвольное комплексное число.
Каждой наблюдаемой однозначно сопоставляется линейный самосопряженный оператор. Распределение вероятности возможных значений наблюдаемой величины {\displaystyle A} в состоянии {\displaystyle \psi } задаются мерой:
{\displaystyle dm_{{\widehat {A}},\psi }(a)=d(E_{a}\psi ,\psi ),}
где {\displaystyle {\widehat {A}}} — самосопряжённый оператор, отвечающий наблюдаемой величине {\displaystyle a}, {\displaystyle \psi } — вектор состояния, {\displaystyle E_{a}} — спектральная функция оператора {\displaystyle {\widehat {A}}}, круглые скобки означают скалярное произведение векторов. Наблюдаемые величины и векторы состояния можно подвергнуть произвольному унитарному преобразованию
{\displaystyle \psi \rightarrow U\psi ,A\rightarrow UAU^{-1}.}
В этом случае любая имеющий смысл физическая величина {\displaystyle (A\psi ,\psi )} не изменяется. Наблюдаемые одновременно измеримы тогда и только тогда, когда соответствующие им самосопряженные операторы перестановочны (коммутируют).

## Полный набор совместно наблюдаемых величин
Совместно наблюдаемыми величинами называются величины, которые можно одновременно измерить. Совокупность операторов {\displaystyle A_{i},i=1,...k} образует полный набор совместно наблюдаемых величин, если выполняются условия коммутативности ({\displaystyle \left[A_{i},A_{j}\right]=0} для всех {\displaystyle i,j=1,...k}), взаимной независимости (ни один из операторов {\displaystyle A_{i}} не может быть представлен в виде функции от остальных), полноты (не существует оператора, коммутирующего
со всеми {\displaystyle A_{i}} и не являющегося функцией от них). Для данного набора величин пространство состояний может быть
реализовано как пространство функций {\displaystyle \psi (a_{1},...a_{k})} со скалярным произведением:
{\displaystyle (\psi _{1},\psi _{2})=\int \psi _{1}(a_{1},...a_{k}){\overline {\psi _{2}(a_{1},...a_{k})}}d\mu (a_{1},...a_{k}).}
Операторы {\displaystyle A_{i}} являются операторами умножения на соответствующие переменные:
{\displaystyle A_{i}\psi (a_{1},...a_{k})=a_{i}\psi (a_{1},...a_{k}).}
Совместное распределение значений наблюдаемых:
{\displaystyle P(a_{1},...a_{k})=\left|\psi (a_{1},...a_{k})\right|^{2}d\mu (a_{1},...a_{k}).}

## Пространство состояний и вектор наблюдаемых для частицы
В случае частицы в трёхмерном пространстве {\displaystyle x=(x_{1},x_{2},x_{3})} наблюдаемыми величинами являются координаты {\displaystyle Q_{1},Q_{2},Q_{3}} и импульсы {\displaystyle P_{1},P_{2},P_{3}}.
В представлении Шрёдингера (приспособленном к координатам) пространство состояний образуют квадратично интегрируемые функции {\displaystyle \psi (x)} со скалярным произведением:
{\displaystyle (\psi _{1},\psi _{2})=\int \psi _{1}(x){\overline {\psi _{2}(x)}}dx.}
Операторы координат представляют собой операторы умножения:
{\displaystyle {\widehat {x_{j}}}\psi (x)=x_{j}\psi (x),j=1,2,3.}
Операторы импульсов представляют собой операторы дифференцирования:
{\displaystyle {\widehat {p_{j}}}\psi (x)=-i\hbar {\frac {\partial }{\partial x_{j}}}\psi (x),j=1,2,3.}

## Соотношения коммутации
Операторы декартовых координат {\displaystyle {\widehat {x_{j}}}} и операторы импульсов {\displaystyle {\widehat {p_{j}}}} удовлетворяют соотношениям коммутации:
{\displaystyle \left[{\widehat {p_{j}}},{\widehat {x_{k}}}\right]=-i\hbar \delta _{jk},}
{\displaystyle \left[{\widehat {p_{j}}},{\widehat {p_{k}}}\right]=0,}
{\displaystyle \left[{\widehat {x_{j}}},{\widehat {x_{k}}}\right]=0.}
Здесь {\displaystyle \hbar } — постоянная Планка.

## Уравнения Гамильтона
Матричные элементы операторов декартовых координат {\displaystyle {\widehat {x_{j}}}} и операторов импульсов {\displaystyle {\widehat {p_{j}}}} удовлетворяют уравнениям, аналогичным уравнениям Гамильтона в классической механике:
{\displaystyle {\frac {d}{dt}}(f,{\widehat {p_{j}}}g)=-(f,{\frac {\partial {\widehat {H}}}{\partial {\widehat {x_{j}}}}}g),}
{\displaystyle {\frac {d}{dt}}(f,{\widehat {x_{j}}}g)=(f,{\frac {\partial {\widehat {H}}}{\partial {\widehat {p_{j}}}}}g).}
Здесь {\displaystyle {\widehat {H}}} — оператор, соответствующий функции Гамильтона в классической механике.

## Уравнение Шрёдингера
Эволюция чистого состояния гамильтоновой системы во времени определяется нестационарным уравнением Шрёдингера
{\displaystyle i\hbar {\frac {\partial \psi }{\partial t}}={\hat {H}}\psi ,}
где {\displaystyle {\hat {H}}} — гамильтониан:
{\displaystyle {\hat {H}}=-{\frac {{\hbar }^{2}}{2m}}{\left({\frac {{{\partial }^{2}}{}}{{{\partial }x}^{2}}}+{\frac {{{\partial }^{2}}{}}{{{\partial }y}^{2}}}+{\frac {{{\partial }^{2}}{}}{{{\partial }z}^{2}}}\right)}+{{\hat {E}}_{\rm {pot}}}.}
Стационарные, то есть не меняющиеся со временем состояния, определяются стационарным уравнением Шрёдингера:
{\displaystyle {{\hat {H}}{\psi }}={E{\psi }}.}
При этом также предполагается, что эволюция квантовой системы является марковским процессом, а число частиц постоянно. Эти положения позволяют создать математический аппарат, пригодный для описания широкого спектра задач в квантовой механике гамильтоновых систем, находящихся в чистых состояниях. Дальнейшим развитием этого аппарата является квантовая теория поля, в которой обычно описываются квантовые процессы с переменным числом частиц. Для описания состояний открытых, негамильтоновых и диссипативных квантовых систем используется матрица плотности, а для описания эволюции таких систем применяется уравнение Линдблада. Для описания квантовых немарковских процессов обычно предлагаются различные обобщения уравнения Линдблада.

## Принцип тождественности
В любой паре одинаковых элементарных частиц можно поменять местами элементарные частицы без возникновения физически нового состояния. Математически принцип тождественности означает условие на собственные значения {\displaystyle \lambda =\pm 1} оператора перестановки {\displaystyle P_{kj}}: {\displaystyle P_{kj}\psi =\lambda \psi }.
Состояния с {\displaystyle \lambda =-1} являются антисимметричными (фермионы с полуцелым спином), c {\displaystyle \lambda =+1} являются симметричными (бозоны с целым спином).